# Epiplema sporocosma
Epiplema sporocosma är en fjärilsart som beskrevs av Fletcher 1968. Epiplema sporocosma ingår i släktet Epiplema och familjen Uraniidae. Inga underarter finns listade i Catalogue of Life.